# Luxembourg aux Jeux olympiques d'été de 1968
Le Luxembourg participe aux Jeux olympiques d'été de 1968 à Mexico au Mexique du 12 au 27 octobre 1968. Il s'agit de sa 12e participation à des Jeux olympiques d'été.

## Athlétisme
Le Luxembourg aligne Charles Sowa.

## Cyclisme
Le Luxembourg aligne Roger Gilson aux épreuves de cyclisme.

## Escrime
Colette Flesch participe à l'escrime pour le Luxembourg.

## Natation
Arlette Wilmes (lb) participe aux Jeux olympiques.

## Tir
Le Luxembourg est représenté dans les compétitions de tir par Nico Klein.